# Anton Sztyepanovics Arenszkij
Anton Sztyepanovics Arenszkij (oroszul: Анто́н Степа́нович Аре́нский), (Novgorod, 1861. július 12. – Zelenogorszk, 1906. február 25.) orosz zeneszerző.

## Élete
Rimszkij-Korszakov tanítványa volt, ennek ellenére lírai és elégikus szerzeményei  Csajkovszkij műveit idézik. 1882 és 1895 között a Moszkvai Konzervatóriumban tanított, majd 1895-től 1901-ig a Szentpétervári Cári Kórus igazgatói tisztségét töltötte be. Fiatalon hunyt el 1906-ban, alig 45 éves korában. Három operája közül csak az első (Álom a Volgán, 1892) lett a maga korában sikerees. Jelentős művének tartják d-moll zongoratrióját, és a a-moll vonósnégyesét. Több száz zongoradarabja között négy kétzongorás szvit is van.